# Mateusz Borowiak
Mateusz Borowiak (ur. 1988 w Londynie) – brytyjsko-polski pianista.
Absolwent Uniwersytetu Cambridge (dyplom z wyróżnieniem w 2009) oraz Akademii Muzycznej im. Karola Szymanowskiego w Katowicach (klasa prof. Andrzeja Jasińskiego, dyplom z wyróżnieniem 2011). Laureat wielu międzynarodowych konkursów pianistycznych. Występował z takimi orkiestrami jak m.in.: Orchestre National de Belgique, NOSPR, Royal Philharmonic Orchestra, Sinfonietta Cracovia, Śląska Orkiestra Kameralna. Dokonał nagrań płytowych dla wytwórni KASP Records i Naxos.

## Wybrane nagrody
- 2010: Międzynarodowy Konkurs Pianistyczny Rina Sala Gallo - I nagroda
- 2010: Konkurs Harriet Cohen Memorial Award - I nagroda
- 2011: Konkurs Yamaha Music Foundation of Europe - I nagroda
- 2011: Międzynarodowy Konkurs Muzyczny im. Marii Canals w Barcelonie - I nagroda[1]
- 2013: Międzynarodowy Konkurs Muzyczny im. Królowej Elżbiety Belgijskiej w Brukseli - III nagroda[2]
- 2014: GAWON International Music Society Award - I nagroda[3]